# Phanerophlebia nobilis
Phanerophlebia nobilis là một loài thực vật có mạch trong họ Dryopteridaceae. Loài này được (Schltdl. & Cham.) C. Presl miêu tả khoa học đầu tiên năm 1836.